# Hamilton (personnamn)
Hamilton är ett ursprungligen brittiskt efternamn, som även används som förnamn. Namnet är sedan länge etablerat i Sverige, och Hamilton är ett av de vanligaste svenska adliga efternamnen. Den 31 december 2014 bars det av 638 personer bosatta i Sverige.

## Personer med efternamnet Hamilton

### A
- Adolf Hamilton, flera personer
  - Adolf Hamilton (1874–1936), svensk greve och hovstallmästare
  - Adolf Hamilton (1882–1919), svensk greve och militär
  - Adolf Hamilton (generaldirektör) (1873–1965), svensk greve och generaldirektör
  - Adolf Ludvig Hamilton (1747–1802), svensk greve och politiker
  - Adolf Ludvig Hamilton (1820–1896), svensk greve och ämbetsman
  - Adolf Patrik Hamilton (1852–1910), svensk greve och hunduppfödare
- Alexander Hamilton, flera personer
  - Alexander Hamilton (1750-talet–1804), amerikansk politiker
  - Alexander Hamilton (politiker) (1855–1944), svensk greve, disponent och politiker
  - Alexander Douglas-Hamilton, 10:e hertig av Hamilton (1767–1852), skotsk adelsman
- Alexandra Hamilton (född 1973), brittisk skeletoåkare, känd som Alex Coomber
- Andrew Jackson Hamilton (1815–1875), amerikansk jurist och politiker, guvernör i Texas
- Ann Hamilton (född 1956), amerikansk konstnär
- Anna Hamilton-Geete (1848–1913), svensk författare och översättare
- Anna Hamilton Phelan, amerikansk manusförfattare, filmproducent och skådespelare
- Annika Malmberg Hamilton (född 1963), svensk författare och föreläsare, känd som Annika R. Malmberg
- Anthony Hamilton, flera personer
  - Anthony Hamilton (född 1971), amerikansk rythm- and bluessångare
  - Anthony Hamilton (snookerspelare) (född 1971), engelsk snookerspelare
  - Antoine Hamilton (1646–1720), irländsk-fransk författare
  - Antony Hamilton (1952–1995), australiensisk skådespelare, modell och dansare
- Archibald Hamilton (1946–2009), svensk greve och finansman
- Archibald Hamilton, 9:e hertig av Hamilton (1740–1819), skotsk adelsman
- Axel Hamilton (1871–1963), svensk greve, sjukgymnast och entreprenör

### B
- Bengt Hamilton (1892–1979), svenskamerikansk greve, barnläkare och professor
- Bethany Hamilton (född 1990), amerikansk surfare
- Björn Hamilton (född 1945), svensk politiker, moderat
- Bob Hamilton (1916–1990), amerikansk golfspelare
- Bobby Hamilton (1957–2007), amerikansk racerförare
- Brutus Hamilton (1900–1970), amerikansk friidrottare, mångkampare

### C
- Carl Hamilton, flera personer
  - Carl Hamilton (diplomat) (1890–1977), svensk friherre, diplomat och ladnshövding
  - Carl Hamilton (författare) (född 1956), svensk greve, ekonom, författare, samhällsdebattör
  - Carl Axel Hugo Hamilton (1722–1763), svensk friherre och landshövding
  - Carl B. Hamilton (född 1946), svensk greve, nationalekonom och politiker, folkpartist
  - Carl Bastiat Hamilton (1865–1926), svensk greve, generalmajor och politiker
  - Carl Didrik Hamilton (1766–1848), svensk friherre och ämbetsman
  - Carl Otto Hamilton (1704–1770), svensk friherre och riksråd
  - Carl-Gustaf Hamilton (1882–1968), svensk greve, militär, ryttare och skidledare
- Chico Hamilton (1921–2013), amerikansk jazztrumslagare
- Claire Hamilton (född 1989), brittisk curlingspelare
- Claud Hamilton, flera personer
  - Claud Hamilton, 1:e lord Paisley (1546–1621), skotsk politiker
  - Claud Hamilton (1843–1925), brittisk affärsman och politiker
- Clive Hamilton (född 1953), australisk professor i etik
- Curtis Hamilton (född 1991), kanadensisk ishockeyspelare

### D
- Danielle Hamilton Carter (född 1990), svensk basketspelare
- Davey Hamilton (född 1962), amerikansk racerförare
- Didrik Hamilton (född 1956), svensk greve och finansman
- Donald Hamilton (1916–2006), svensk-amerikansk greve och författare
- Dougie Hamilton (född 1993), kanadensisk ishockeyspelare
- Douglas Hamilton (1892–1943), svensk militär och flygpionjär
- Duncan Hamilton (1920–1994), brittisk racerförare

### E
- Elizabeth Hamilton (1640–1708), brittisk-fransk hovdam
- Emma Hamilton (1765–1815), brittisk dansös, modell och societetsdam
- Erna Hamilton (1900–1996), dansk grevinna och mecenat
- Erskine Hamilton Childers (1905–1974), Irlands president 1973–1974
- Eva Hamilton (född 1954), svensk journalist och direktör

### F
- Fabian Hamilton (född 1955), brittisk politiker
- Florrie Hamilton (1888–1977), svensk herrgårdsfröken och kulturpersonlighet
- Frederick Hamilton-Temple-Blackwood, 1:e markis av Dufferin och Ava (1826–1902), brittisk diplomat och statsman
- Freddie Hamilton (född 1992), kanadensisk ishockeyspelare
- Fredric Ulric Hamilton (1735–1797), svensk landshovding
- Fredrik-Adolf Hamilton af Hageby (1919–1968), svensk friherre och politiker, moderlat

### G
- Gavin Hamilton (1723–1798), skotsk konstnär
- George Hamilton, flera personer
  - George Hamilton (politiker) (1845–1927), brittisk politiker
  - George Hamilton (skådespelare) (född 1939), amerikansk skådespelare
  - George Hamilton-Gordon, 4:e earl av Aberdeen (1784–1860)
  - George Douglas-Hamilton, 1:e earl av Orkney  (1666–1737)
  - George Hamilton Seymour (1797–1880)
  - George Henry Hamilton Tate (1894–1954)
- Gigi Hamilton (född 1965), svensk sångerska
- Gilbert Hamilton, flera personer
  - Gilbert Hamilton (1837–1914), svensk greve, militär, godsägare och politiker
  - Gilbert Hamilton (1867–1945), svensk greve, militär och godsägare
  - Gilbert Hamilton (1869–1947), svensk greve, militär och tobaksodlare
- Gustaf Hamilton, flera personer
  - Gustaf Hamilton (författare) (1920–2016), svensk greve och ekonomisk författare
  - Gustaf Hamilton af Hageby (född 1921), svensk friherre. författare och journalist
  - Gustaf Hamilton (1888–1973), svensk greve och sjömilitär
  - Gustaf Axel Knut Hamilton (1831–1913), svensk greve, jurist och professor
  - Gustaf David Hamilton (1699–1788), svensk greve och fältmarskalk
  - Gustaf Wathier Hamilton (1783–1835), svensk greve, jurist och ämbetsman
- Gustavus Hamilton (omkring 1650–1691), svensk friherre och guvernör på Nordirland
- Gösta Hamilton (1883–1932), svensk greve, känd som kattgreven

### H
- Harry Hamilton (1899–1998), svensk greve och jägmästare
- Hedvig Hamilton (1870–1949), svensk bildkonstnär
- Henning Hamilton (1814–1886), svensk greve, militär, ämbetsman, politiker och skriftställare
- Henning Hamilton (jägmästare) (född 1929), svensk greve och jägmästare
- Henrik Hamilton (1878–1917), svensk greve, militär och flygpionjär
- Hugo Hamilton, flera personer
  - Hugo Hamilton (1802–1871), svensk friherre, teaterchef, konstnär och ämbetsman
  - Hugo Hamilton (1821–1892), svensk greve, kammarherre, mämbetsman och politiker
  - Hugo Hamilton (1832–1903), svensk friherre, godsägare och politiker
  - Hugo Hamilton (ingenjör) (1910–1989), svensk greve och ingenjör
  - Hugo Hamilton (politiker) (1849–1928), svensk greve, ämbetsman, politiker och författare
  - Hugo Hamilton af Hageby (1655–1724), svensk friherre, militär och ämbetsman
  - Hugo Hamilton, 1:e baron Glenawly (1600–1679), brittisk-svensk militär
  - Hugo Hamilton (författare) (född 1953), irländsk författare
  - Hugo Johan Hamilton (1660-talet–1748), svensk friherre och militär

### I
- Ian Hamilton, flera personer
  - Ian Hamilton (jurist) (1925–2022), skotsk jurist, politiker och författare
  - Ian Standish Monteith Hamilton (1853–1947), brittisk militär
  - Ian D. Hamilton (1915–1997), svensk greve och godsägare

### J
- Jakob Hamilton (1797–1864), svensk greve, politiker och överståthållare
- James Hamilton, flera personer
  - James Hamilton (författare) (1814–1867), skotsk predikant
  - James Hamilton (pedagog) (1769–1831), brittisk pedagog
  - James Hamilton of Cadzow (död 1479), skotsk adelsman
  - James Douglas-Hamilton, 4:e hertig av Hamilton (1658–1712), skotsk adelsman
  - James Douglas-Hamilton, 5:e hertig av Hamilton (1703–1743), skotsk adelsman
  - James Hamilton, 1:e hertig av Hamilton (1606–1649), skotsk adelsman
  - James Hamilton, 2:e markis av Hamilton (1589–1625), skotsk adelsman
  - James Hamilton, 6:e hertig av Hamilton (1724–1758), skotsk adelsman
  - James Hamilton Jr. (1786–1857), amerikansk politiker, guvernör i South Carolina
  - Jamie Hamilton (1900–1988), amerikansk-skotsk roddare och bokförläggare
- Jarl Hamilton (1919–1973), svensk skådespelare
- Jeff Hamilton (född 1977), amerikansk ishockeyspelare
- Johan Hamilton af Hageby (1610–1696), stamfar för friherrliga grenen Hamilton af Hageby
- Johan Abraham Hamilton (1734–1795), svensk friherre, godsägare och hovman
- John Hamilton, flera personer
  - John Hamilton (författare) (född 1923), svensk författare
  - John Raoul Hamilton (1834–1904), svensk greve och militär
  - John Hamilton (ärkebiskop) (1511–1571), skotsk ärkebiskop
  - John Hamilton, 1:e markis av Hamilton (1535–1604), skotsk adelsman
  - John Marshall Hamilton (1847–1905), amerikansk politiker, republikan, guvernör i Illinois
- Jonne Hugo Hamilton (1752–1805), svensk friherre, militär och teaterchef
- Josh Hamilton (född 1969), amerikansk skådespelare

### K
- Karl Didrik Hamilton (1766–1848), svensk friherre, godsägare, ämbetsman och politiker
- Karl Wilhelm de Hamilton (1668–1754), brittisk-tysk målare
- Katarina Hamilton (född 1957), svensk designer och multikonstnär
- Knut Archibald Hamilton (1855–1930), svensk greve och ämbetsman

### L
- Laird Hamilton (född 1964), amerikansk surfare
- Laurell K. Hamilton (född 1963), amerikansk rysarförfattare
- Lewis Hamilton (född 1985), brittisk racerförare
- Linda Hamilton (född 1956), amerikansk skådespelare
- Lisa Gay Hamilton (född 1964), amerikansk skådespelare
- Lloyd Hamilton (1891–1935), amerikansk filmkomiker
- Ludvig Hamilton af Deserf (död 1662), skotsk militär i svensk tjänst

### M
- Mac Hamilton (född 1952), svensk konstnär
- Malcolm Hamilton, flera personer
  - Malcolm Walter Hamilton (1825–1903), svensk greve och militär
  - Malcolm Hamilton af Hageby (1635–1699), svensk friherre och militär
  - Malcolm Hamilton av Monea (1575–1629), skotsk ärkebiskop
- Margaret Hamilton (1902–1985), amerikansk skådespelare
- Margaret Hamilton (född 1936), amerikansk dataprogramutvecklare
- Margaret Hamilton (född 1941), australisk förläggare
- Mary Hamilton (död 1719), rysk hovdam
- Marylyn Hamilton Gierow (född 1936), svensk skulptör
- Morgan C. Hamilton (1809–1893), amerikansk politiker, senator för Texas

### N
- Natasha Hamilton (född 1982), brittisk sångerska
- Neil Hamilton (1899–1984), amerikansk skådespelare

### P
- Patrick Hamilton, flera personer
  - Patrick Hamilton (författare) (1904–1962), engelsk författare
  - Patrick Hamilton (martyr) (1504–1528), skotsk teolog och martyr
- Paul Hamilton (1762-1816), amerikansk politiker
- Percy Hamilton, flera personer
  - Percy Hamilton (1861–1919) (1861–1919), svensk sjömilitär
  - Percy Hamilton (1901–1993) (1901–1993), svensk sjömilitär
- Peter F. Hamilton (född 1960), brittisk sciencefictionförfattare

### R
- Raoul Hamilton (1855–1931), svensk greve, godsägare och politiker, frisinnad
- Raymond Hamilton (1913–1935), amerikansk kriminell
- Richard Hamilton (1922–2011), brittisk konstnär
- Richard S. Hamilton (född 1943), amerikansk matematiker
- Roy Hamilton (1929–1969), amerikansk sångare
- Russ Hamilton, amerikansk pokerspelare
- Ryan Hamilton (född 1985), kanadensisk ishockeyspelare

### S
- Scott Hamilton (född 1958), konståkare
- Simeon Hamilton  (född 1987), amerikansk längdskidåkare
- Sofie Hamilton (född 1987), svensk skådespelare
- Stefanie Hamilton (1819–1894), svensk hovfunktionär
- Stig Hamilton (1906–1981), svensk militär
- Susanne Hamilton (född 1962), svensk bokförlagschef
- Suzanna Hamilton (född 1960), brittisk skådespelare

### T
- Thomas Hamilton, flera personer
  - Thomas Hamilton (arkitekt) (1784–1858), skotsk arkitekt
  - Thomas Hamilton (mördare) (1952–1996), skotsk massmördare
- Todd Hamilton (född 1965), amerikansk golfspelare
- Tom Hamilton (född 1951), amerikansk basist
- Tyler Hamilton (född 1971), amerikansk tävlingscyklist

### U
- Ulla Hamilton (född 1958), svensk jurist och kommunalpolitiker, moderat

### V
- Virginia Hamilton (1934–2002), amerikansk barnboksförfattare

### W
- Walter Hamilton (1850–1912), svensk greve och godsägare
- Wathier Hamilton (1868–1957), svensk greve och militär
- William Hamilton, flera personer
  - William Hamilton (filosof) (1788–1856), skotsk filosof
  - William Hamilton (diplomat) (1730–1803), skotsk diplomat, arkeolog och vulkanolog
  - William Hamilton (militär) (1854–1931), svensk militär
  - William Hamilton (ryttare) (1921–2007), svensk ryttare och ryttmästare
  - William D. Hamilton (1936–2000), brittisk evlolutionsbiolog
  - William Douglas-Hamilton, 11:e hertig av Hamilton (1811–1863), brittisk adelsman
  - William Douglas-Hamilton, 12:e hertig av Hamilton (1845–1895), skotsk adelsman
  - William Hamilton, 2:e hertig av Hamilton (1616–1651), skotsk adelsman
  - William Rowan Hamilton (1805–1865), irländsk astronom och matematiker
  - William Thomas Hamilton (1820–1888), amerikansk politiker, demokrat, kongressrepresentant, senator och guvernör för Maryland
- Willoughby Hamilton (1864–1943), irländsk tennisspelare

### Z
- Zemya Hamilton (1965–2015), svensk sångerska

## Personer med Hamilton som förnamn
- Hamilton Camp
- Hamilton Fish
- Hamilton Rowan Gamble
- Hamilton Hume
- Hamilton C. Jones
- Hamilton Jordan
- Hamilton F. Kean
- J. Hamilton Lewis
- Hamilton Ricard
- Hamilton Richardson
- Hamilton Sabot
- Hamilton O. Smith
- Hamilton de Souza